# Estavayer-le-Lac
Estavayer-le-Lac är en stad och tidigare kommun vid Neuchâtelsjön i kantonen Fribourg, Schweiz. Sedan 1 januari 2017 är orten en del av kommunen Estavayer. Estavayer-le-Lac är centralort i kommunen.

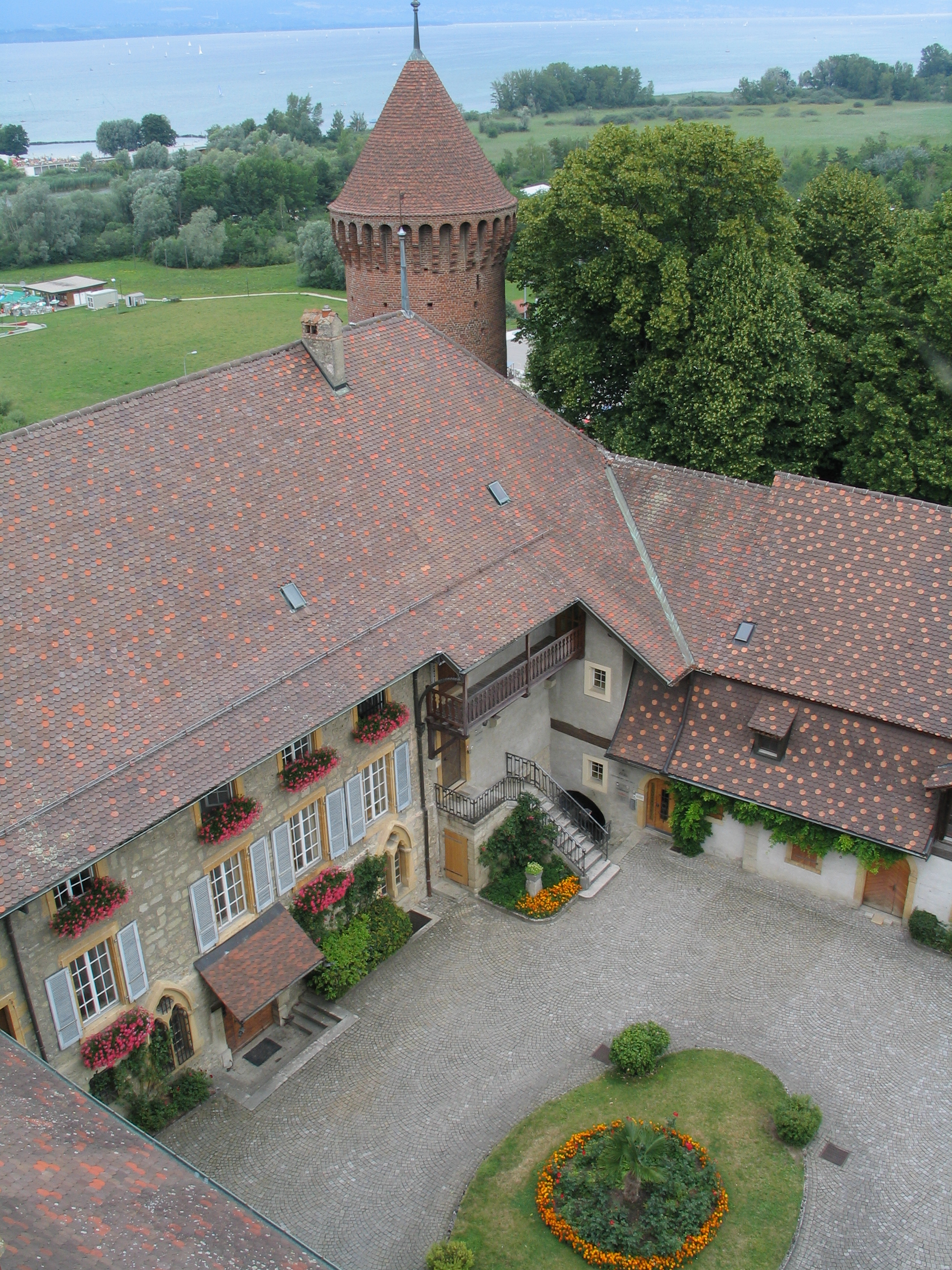
Slottet Estavayer-le-Lac